# كولي دي تورا
كولي دي تورا هي بلدية في مقاطعة ريتي في منطقة لاتيوم الإيطالية، وتقع على ضفاف بحيرة تورانو، على بعد 50 كيلو متراً (31 ميلا) شمالي رومي ، وحوالي 20 كيلو متراً (12ميلا) جنوبي ريتي.
وتحدها عدة بلديات هي : كاستل دي تورا، بوقيو مويانو، بوزاقليا سابينا، روكا، و سينيبالدا.